# Col de la Tourne
Le col de la Tourne est un col routier qui se trouve sur le territoire de la commune de Rochefort, dans le canton de Neuchâtel.